# Piper parianum
Piper parianum är en pepparväxtart som beskrevs av Truman George Yuncker. Piper parianum ingår i släktet Piper och familjen pepparväxter. Inga underarter finns listade i Catalogue of Life.